# Кузьмичёв, Василий Филиппович
Василий Филиппович Кузьмичёв (1913—1982) — старшина Рабоче-крестьянской Красной Армии, участник Великой Отечественной войны, Герой Советского Союза (1944).

## Биография
Василий Кузьмичёв родился 10 февраля 1913 года в селе Красное. После окончания четырёх классов школы работал слесарем сначала на ЗИЛе, затем на военном заводе в Ульяновске. В ноябре 1942 года Кузьмичёв был призван на службу в Рабоче-крестьянскую Красную Армию и направлен на фронт Великой Отечественной войны.
К октябрю 1943 года сержант Василий Кузьмичёв командовал отделением разведки 646-го стрелкового полка 152-й стрелковой дивизии 46-й армии 3-го Украинского фронта. Отличился во время битвы за Днепр. В ночь с 22 на 23 октября 1943 года отделение Кузьмичёва переправилось через Днепр в черте Днепропетровска и завязало бой с противником. Кузьмичёву два раза пришлось переправляться через реку. Миномётным снарядом его лодка была разбита, но, несмотря на это, отделение успешно добралось до западного берега. Кузьмичёв захватил немецкий пулемёт и открыл по противнику огонь. В том же бою он лично уничтожил вражеское противотанковое оружие, но и сам получил тяжёлое ранение.
Указом Президиума Верховного Совета СССР от 22 февраля 1944 года за «мужество, отвагу и героизм, проявленные в борьбе с немецкими захватчиками,» сержант Василий Кузьмичёв был удостоен высокого звания Героя Советского Союза с вручением ордена Ленина и медали «Золотая Звезда» за номером 8932.
После окончания войны в звании старшины Кузьмичёв был демобилизован. Проживал в Москве, работал контролёром ОТК на ЗИЛе. Скончался 20 ноября 1982 года, похоронен на Калитниковском кладбище Москвы.
Был также награждён орденом «Знак Почёта» и рядом медалей.